# Ruggero Deodato
Ruggero Deodato   (Potenza, 7 de maig de 1939 - Roma, 29 de desembre de 2022) va ser un director de cinema, guionista i actor italià.
La seva carrera va abastar una àmplia gamma de gèneres, com ara el peplum, la comèdia, el drama, el poliziottesco i la ciència-ficció, tot i que és més conegut per dirigir pel·lícules de terror violentes i gore amb elements d'hiperrealisme. La seva pel·lícula més destacada és Holocaust caníbal, considerada una de les més controvertides i brutals de la història del cinema, la qual va ser confiscada, prohibida o censurada a molts països, i que contenia efectes especials tan realistes que van fer que Deodato fos detingut sota sospita d'assassinat. També és considerat un precursor de pel·lícules de metratge apropiat com El projecte de la bruixa de Blair i The Last Broadcast. La pel·lícula va reforçar la fama de Deodato com a director «extrem» i li va valer el sobrenom de «Monsieur Cannibal» a França.
Deodato va ser una influència en directors de cinema com Oliver Stone, Quentin Tarantino, Eli Roth i Nicolas Winding Refn.

## Biografia
Deodato va néixer a Potenza però es va traslladar a Roma amb la seva família quan era infant. Va marxar a Dinamarca i va fer de músic tocant el piano i dirigint una petita orquestra als 7 anys. Un cop tornat a Itàlia, va deixar la música després que el seu professor particular l'expulsés per tocar d'oïda.
Més endavant, a través de l'amistat amb el fill de Roberto Rossellini, va aprendre a dirigir amb ell i Sergio Corbucci, i va treballar a Il figlio di Spartacus (1962) i Django (1966) com a ajudant de direcció. A la dècada del 1960 va dirigir algunes pel·lícules de comèdia, musicals i thrillers, abans de deixar el cinema per a fer anuncis de televisió. El 1976 va tornar a la gran pantalla amb la seva pel·lícula policial ultraviolenta Uomini si nasce poliziotti si muore.
L'any 1977 va dirigir una aventura a la selva anomenada Ultimo mondo cannibale protagonitzada per l'actriu britànica Me Me Lai amb la qual va fer ressorgir el gènere cinematogràfic mondo caníbal iniciat anys abans pel director italià Umberto Lenzi.
En conjunt, Deodato va realitzar unes dues dotzenes de pel·lícules i sèries de televisió, i també va ajudar a desenvolupar un videojoc de temàtica caníbal anomenat Borneo: A Jungle Nightmare. Deodato va estar casat amb l'actriu Silvia Dionisio de 1971 a 1979 i van tenir un fill.

### Carrera artística

#### Holocaust caníbal
A finals de 1979 va tornar al subgènere caníbal amb la polèmica Holocaust caníbal. La pel·lícula es va rodar a la selva amazònica amb un pressupost d'uns 100.000 dòlars, i és protagonitzada per Robert Kerman, Francesca Ciardi i Carl Gabriel Yorke. Es tracat d'un fals documental sobre un grup de periodistes que s'endinsa a la selva i, a continuació, escenifiquen escenes d'extrema brutalitat per a un documental a l'estil mondo. Durant la producció alguns membres del repartiment i de l'equip tècnic van protestar per l'ús d'animals reals a la pel·lícula.
Deodato va crear una gran controvèrsia a Itàlia i més enllà després de l'estrena d'Holocaust caníbal, quan hom va afirmar erròniament que era una pel·lícula snuff a causa dels efectes gore extremadament realistes. Deodato va ser arrestat sota sospita d'assassinat i, posteriorment, es va veure obligat a revelar els secrets dels efectes especials de la pel·lícula i a presentar els actors principals davant d'un tribunal italià per a demostrar que encara eren vius. Deodato també va rebre una condemna per maltractament animal a les seves pel·lícules. Malgrat les nombroses crítiques, Holocaust caníbal és considerada un clàssic del gènere de terror i innovador en la seva estructura argumental de metratge apropiat.

#### Carrera posterior

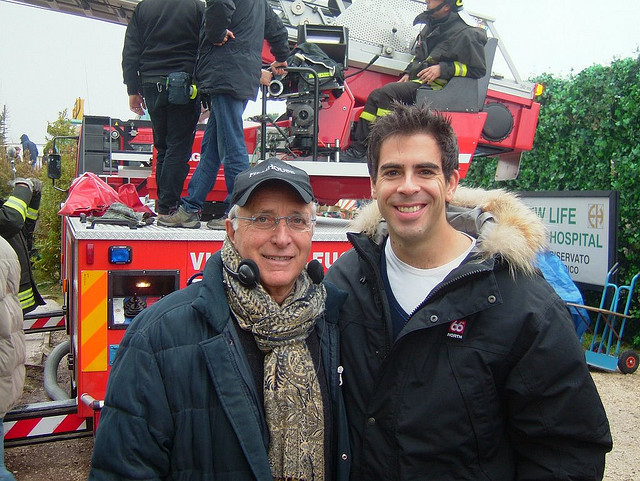
Deodato amb Eli Roth a Roma durant la presentació de Hostel

A la dècada del 1980 va fer algunes pel·lícules slasher, com Camping del terrore (1986), Un delitto poco comune (1988) i Minaccia d'amore (1988), a més d'Els bàrbars (1987). A la dècada del 1990 es va dedicar als telefilms. El 2007 va fer un cameo a Hostel: Part II en el paper d'un caníbal.
El 2016 va rebre la Maria d'Honor al XLIX Festival Internacional de Cinema Fantàstic de Catalunya. El 2019, el cineasta va ser homenatjat amb un documental sobre la seva vida i carrera titulat Deodato Holocaust. Dirigida pel cineasta brasiler Felipe M. Guerra, es va estrenar el maig d'aquell any al festival de cinema Fantaspoa, al Brasil, amb la presència de Deodato. El documental consta d'una sèrie d'entrevistes que Guerra va fer al director italià, editades amb imatges de les pel·lícules de Deodato i fotos personals. El 2021, Deodato Holocaust es va publicar en Blu-Ray a Suècia i Alemanya. El documental es va estrenar també a França i als Estats Units, i també es va poder veure als Països Catalans a l'edició del 2022 de TerrorMolins.
Deodato va morir a Roma el 29 de desembre de 2022, a l'edat de 83 anys, per complicacions d'una pneumònia, insuficiència renal i insuficiència hepàtica.